# کلیسای نوتردام پاریس

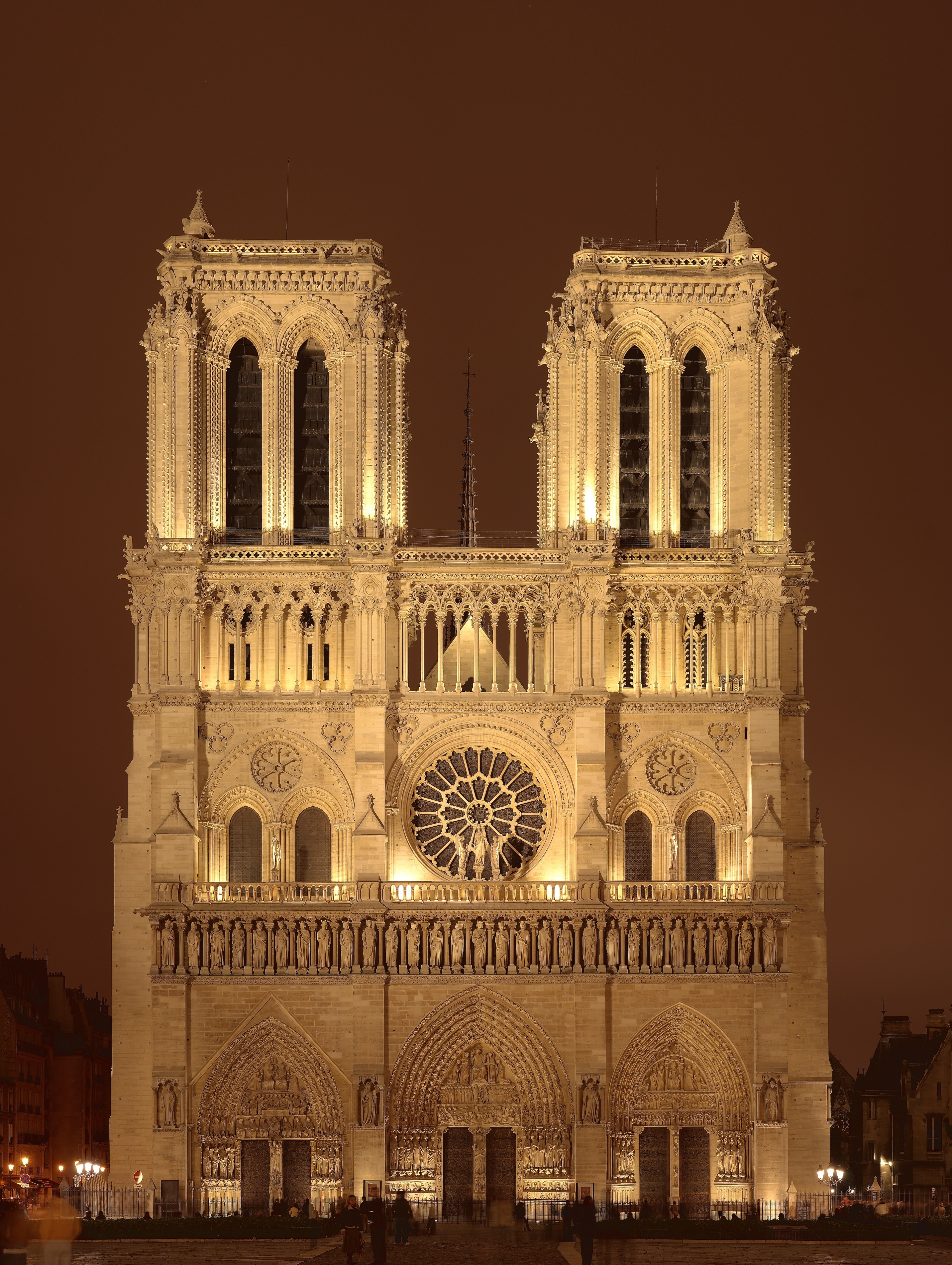
کلیسای نوتردام پاریس در شب

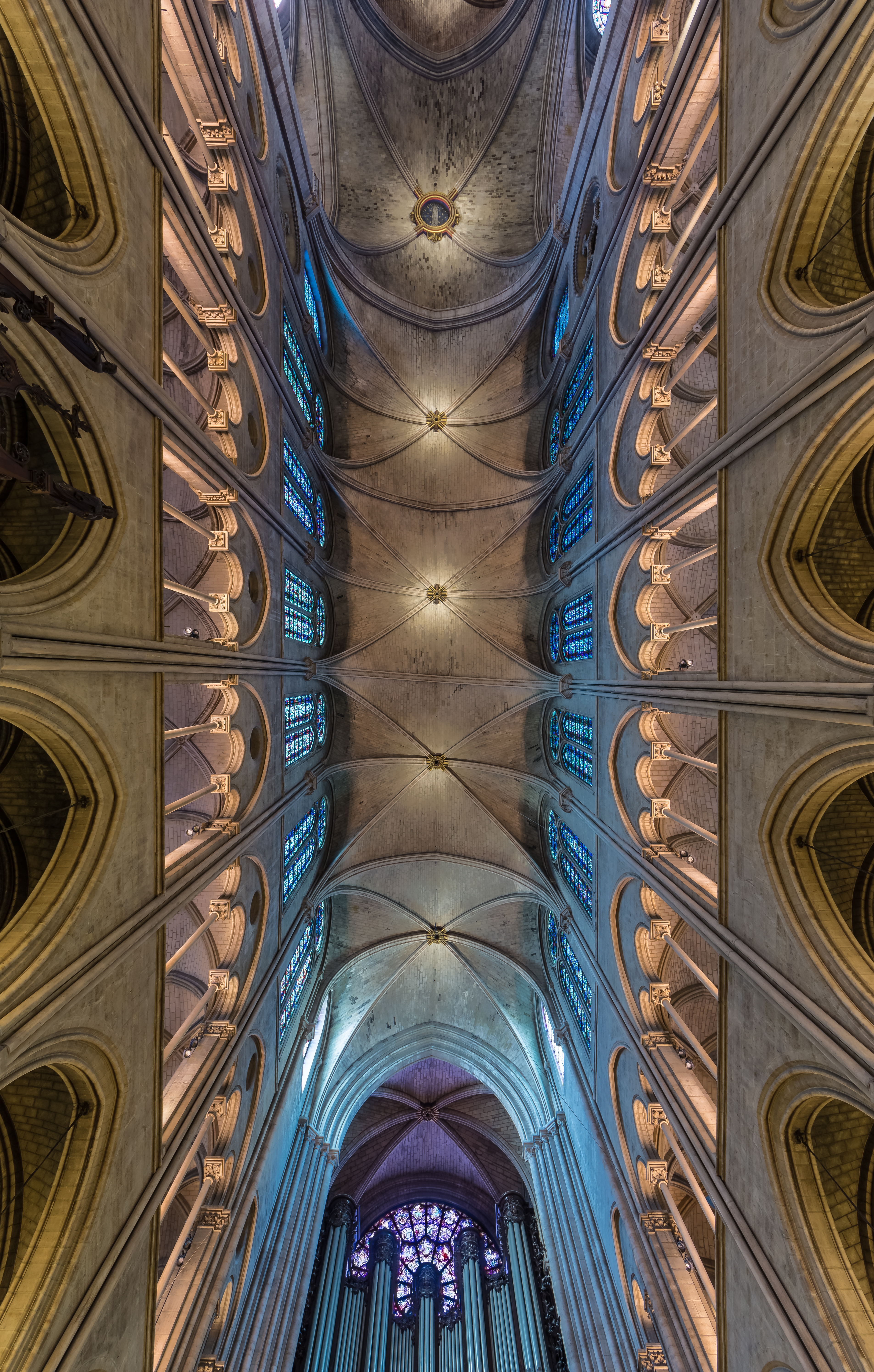
سقف کاذب کلیسای جامع نوتردام.

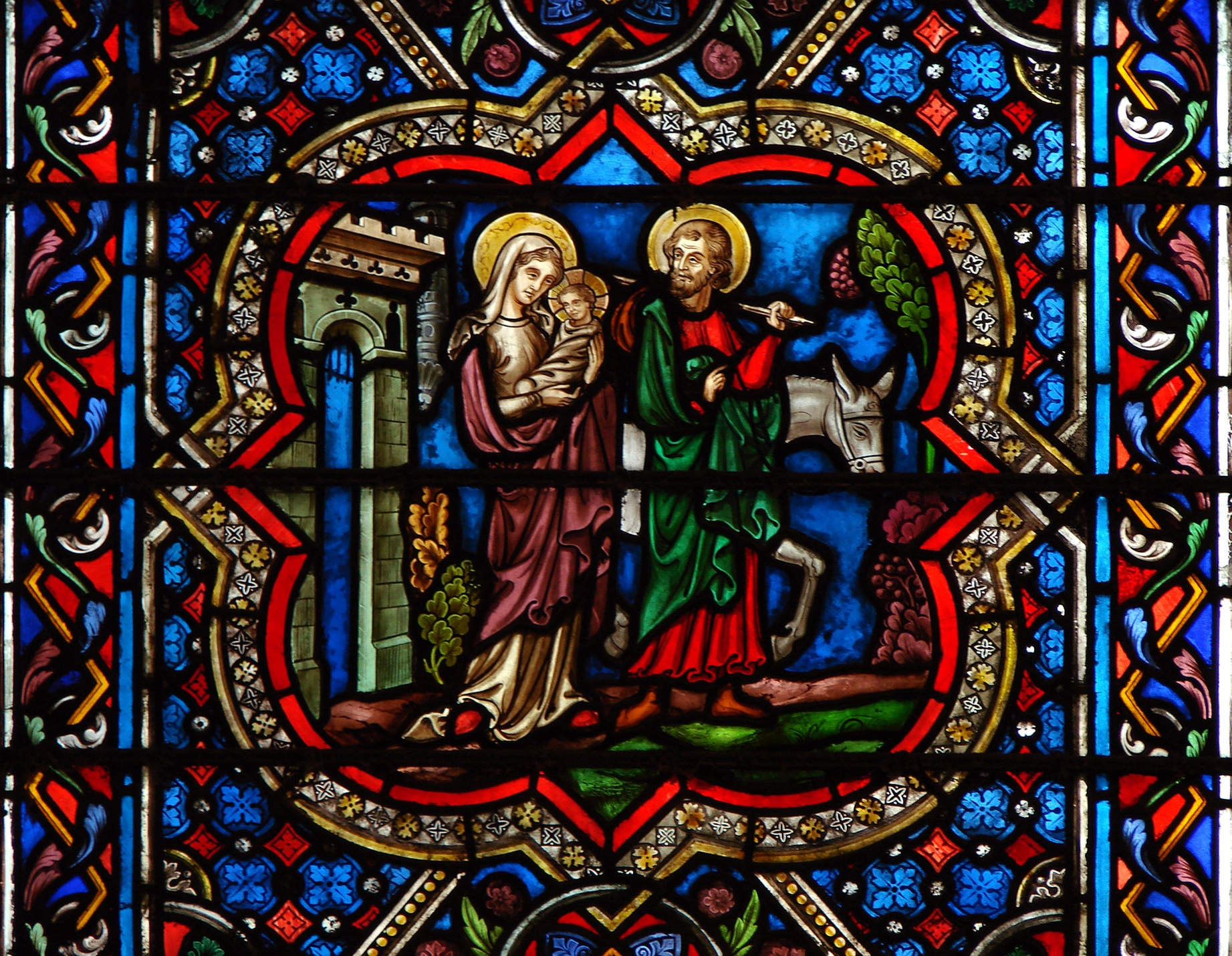
نگاره‌ای از یکی از پنجره‌های مشبک کلیسای نوتردام پاریس که در آن ماجرای «فرار به مصر» در انجیل مَتّی به تصویر کشیده شده‌است.

کلیسای جامع نوتْرِدام پاریس یا کاتِدرال بانوی مای پاریس (به فرانسوی: Cathédrale Notre Dame de Paris) کلیسایی است در شهر پاریس که در قالب معماری گوتیک فرانسوی بنا شده است. نوتردام از قرن یازدهم بر پاریس مشرف بوده‌است و از مظاهر ملی و فرهنگی فرانسه محسوب می‌شود. این کلیسا در جزیره سیته در میانه رود سن و در منطقه چهارم در مرکز پاریس واقع شده‌است. هر سال ۱۳ میلیون نفر از آن بازدید می‌کنند. از ویژگی‌های منحصربفرد این بنا، می‌توان به طاق و تُویزه، پشت‌بندهای معلق و همچنین پنجره رز اشاره داشت.

## تاریخچه
در محلی که هم‌اکنون این کلیسا قرار دارد تا قبل از قرن چهارم میلادی معبدی غیر مسیحی وجود داشته‌است. در قرن چهارم کلیسایی بزرگ جای آن معبد را گرفت. این ساختمان تا قرن دوازدهم بر جای بود ولی در آن زمان جمعیت پاریس به‌طور ناگهانی بالا رفت و تصمیم گرفته شد تا کلیسا را بزرگ گردانند. بدین ترتیب ساختمان قبلی را خراب کرده و در سال ۱۱۶۳ میلادی ساختمان جدید شروع شد که ساختن آن تقریباً دو قرن طول کشید و در ۱۳۴۵میلادی به پایان رسید. این کلیسا تا مدتی طولانی بزرگترین کلیسای اروپا بود ولی هم‌اکنون نه تنها در اروپا بلکه در فرانسه کلیساهای بزرگتر از آن وجود دارند. اهمیت آن در این است که زیباترین اثر در معماری گوتیک می‌باشد. برای تزیین داخل و خارج آن صدها مجسمه کوچک و بزرگ از سنگ یا چوب تراشیده‌اند. این کلیسا چند بار در طول تاریخ مورد مرمت و بازسازی قرار گرفته است؛ از جمله در ۱۸۴۱ (میلادی) توسط دو معمار ماهر اوژن ویوله لودوک و ژان باتیست لاسو.

## ارقام
در بالای در اصلی و در ارتفاع بیست متری، بیست و هشت مجسمه سنگی سه و نیم متری نصب شده‌اند که پادشاهانی را نشان می‌دهند که قبل از ظهور عیسی بر اسرائیل حکومت رانده‌اند.
برج‌های کلیسا هر کدام ۶۹ متر بلندی داشته و برای رسیدن به بالای آن باید ۳۸۰ پله را بالا رفت (آسانسور هم هست). بلندی فلش (مناره) این کلیسا ۹۶ متر می‌باشد؛ و بلندترین نقطه زیر سقف آن ۴۳ متر از سطح زمین ارتفاع دارد.
طول و عرض ساختمان به ترتیب، ۱۳۰ متر و ۴۸ متر می‌باشند. سقف آن بر روی ۷۵ ستون بنا شده و ساختمان ۱۱۳ پنجره دارد.
به مرور زمان ناقوسهای متعددی در برج‌های این کلیسا نصب شده‌اند. بزرگترین آن‌ها که امانوئل نام دارد در سال ۱۶۸۵ میلادی ساخته شده که ۱۳ تن وزن دارد و تنها زبانه آن تقریباً ۵۰۰ کیلو می‌باشد. این ناقوس فقط در موارد استثنائی و فقط چند بار در سال نواخته می‌شود (مثلاً ۱۱ نوامبر که سالروز پایان جنگ جهانی اول است) ناقوس‌هایی که سه بار در روز به صدا در می‌آیند وزنشان بین ۷۶۷ کیلو تا ۱۹۱۵ کیلو می‌باشد.
دو دستگاه ارگ هم در کلیسا موجود است که بزرگترین آن‌ها ۷۳۷۴ لوله دارد.

## در ادبیات
ویکتور هوگو در اثر سال ۱۸۳۱ خود به نام «گوژپشت نتردام» که فیلم مشهوری نیز از روی آن ساخته شده‌است، این کلیسا را محور داستان‌گویی خود قرار داد که اقبال مردمی به آن را احیا کرد. برج‌های دوقلوی کلیسا در رمان گوژپشت نوتردام اثر ویکتور هوگو محل زندگی کازیمودوی گوژپشت هستند.

## آتش‌سوزی

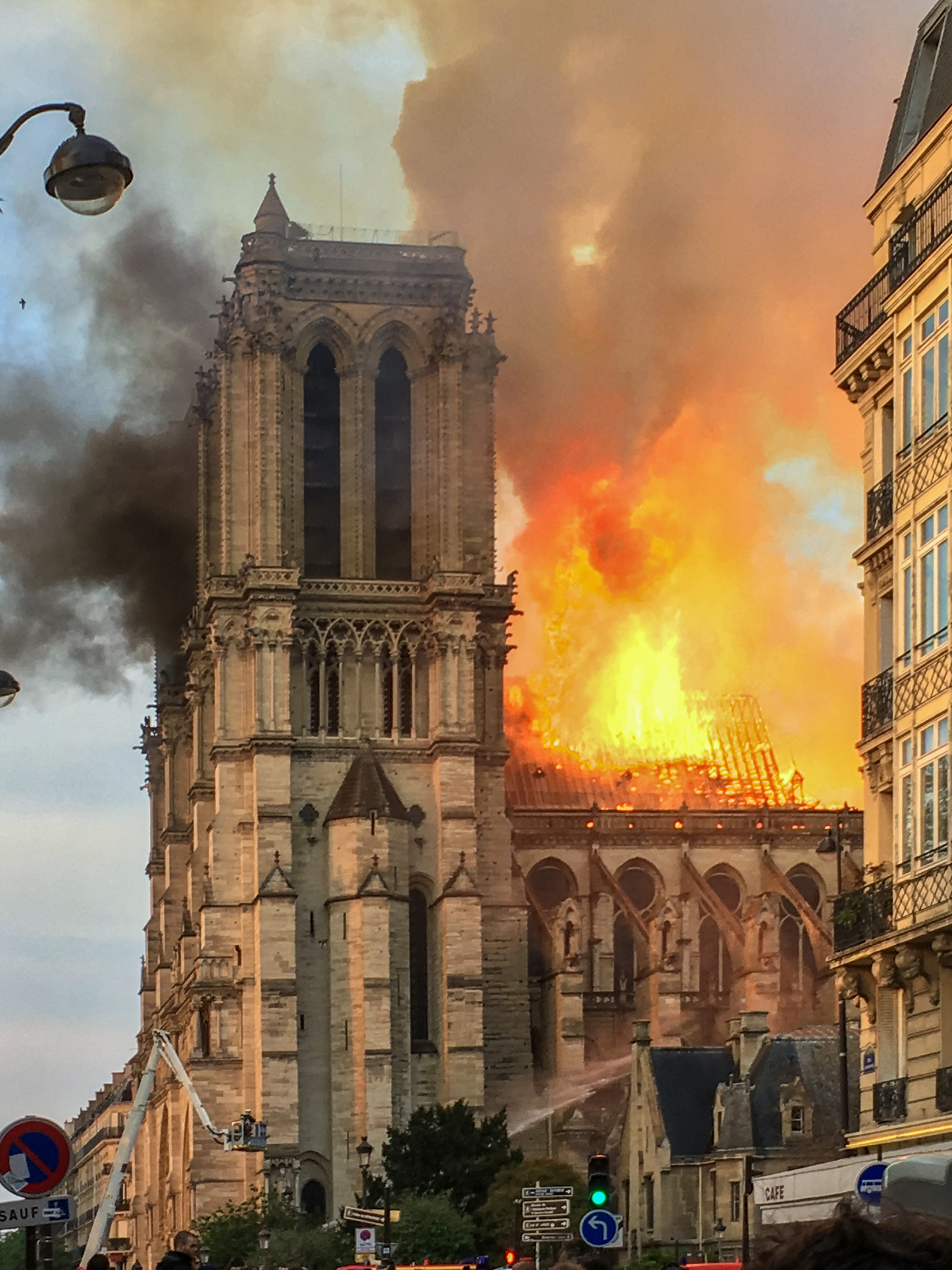
آتش‌سوزی ۲۰۱۹

این کلیسا در ۱۵ آوریل ۲۰۱۹ (۲۶ فروردین ۱۳۹۸) دچار آتش‌سوزی گسترده شد. اولین گزارش‌ها حاکی از ریزش برج مخروطی کلیسا و بخشی از سقف آن بود. علت این حادثه هنوز مشخص نشده‌است اما ممکن است این آتش‌سوزی به بازسازی کلیسا مربوط بوده باشد. همچنین فعلاً هیچ کشته یا مجروحی در این حادثه گزارش نشده‌است. در این حادثه برج و سقف کلیسا فرو ریخت و آسیب جدی به قسمت‌های داخلی کلیسا و تزئینات آن وارد شد.
در این حادثه یک ربات آتش نشان به نام کولوسوس به ۴۰۰ نفر از آتش نشانان برای جلوگیری از سوختن آثار ارزشمند و مهم داخل کلیسای نوتردام کمک کرد 
ربات یاد شده که توسط کمپانی فرانسوی شارک روبوتیکس طراحی شده است نه تنها مقاوم در برابر آب و آتش است بلکه توانمندی حمل تجهیزاتی با وزن ۱۲۰۰ پوند را دارد. امانوئل مکرون دوشنبه شب بیست و ششم فروردین ماه ۱۳۹۸ پس از آتش سوزی کلیسای نوتردام را قلب پاریس نامید. 

## بازگشایی
این کلیسا در ۷ دسامبر ۲۰۲۴ بازگشایی شد.

## نگارخانه

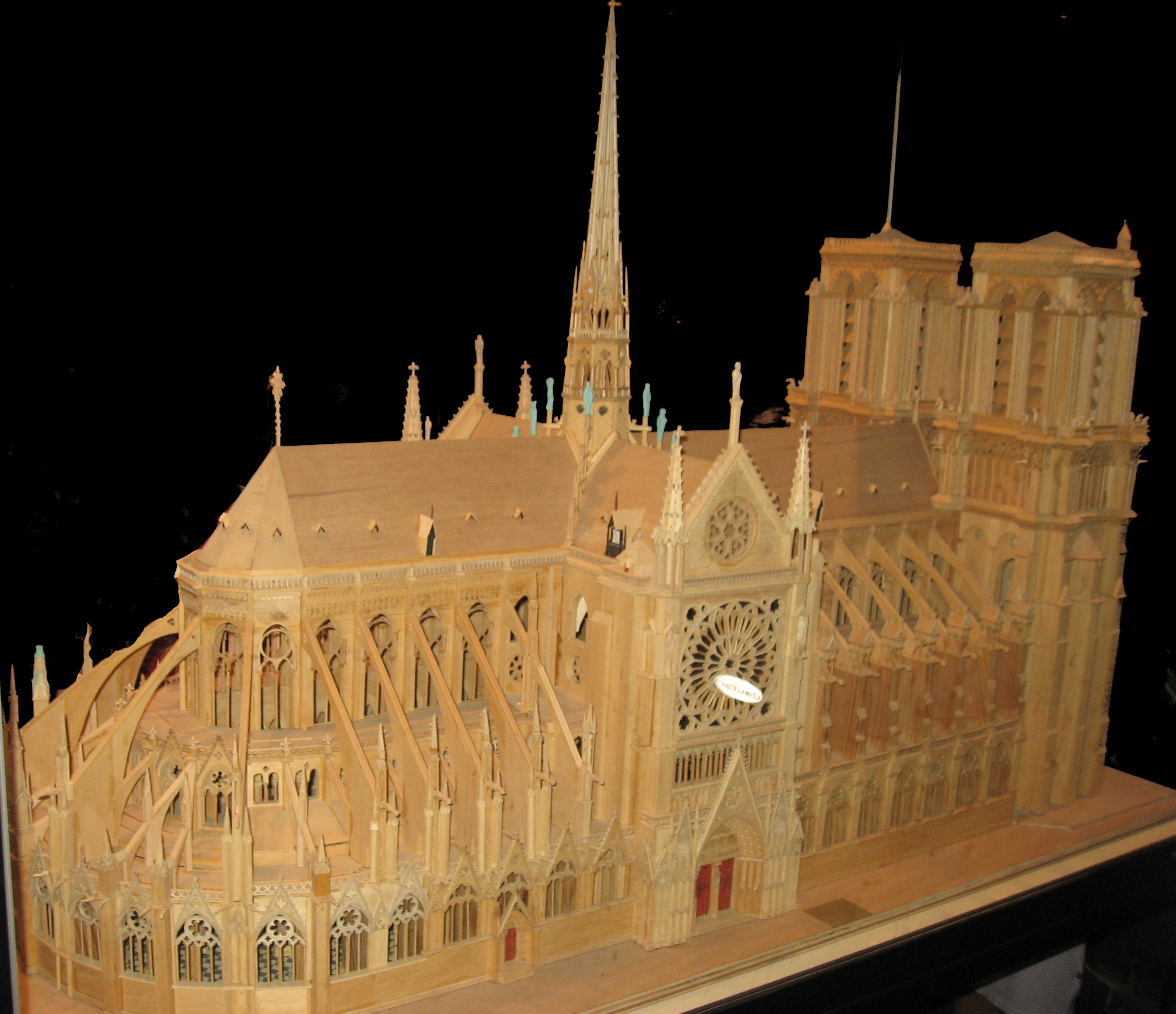
ماکت کلیسای نوتردام
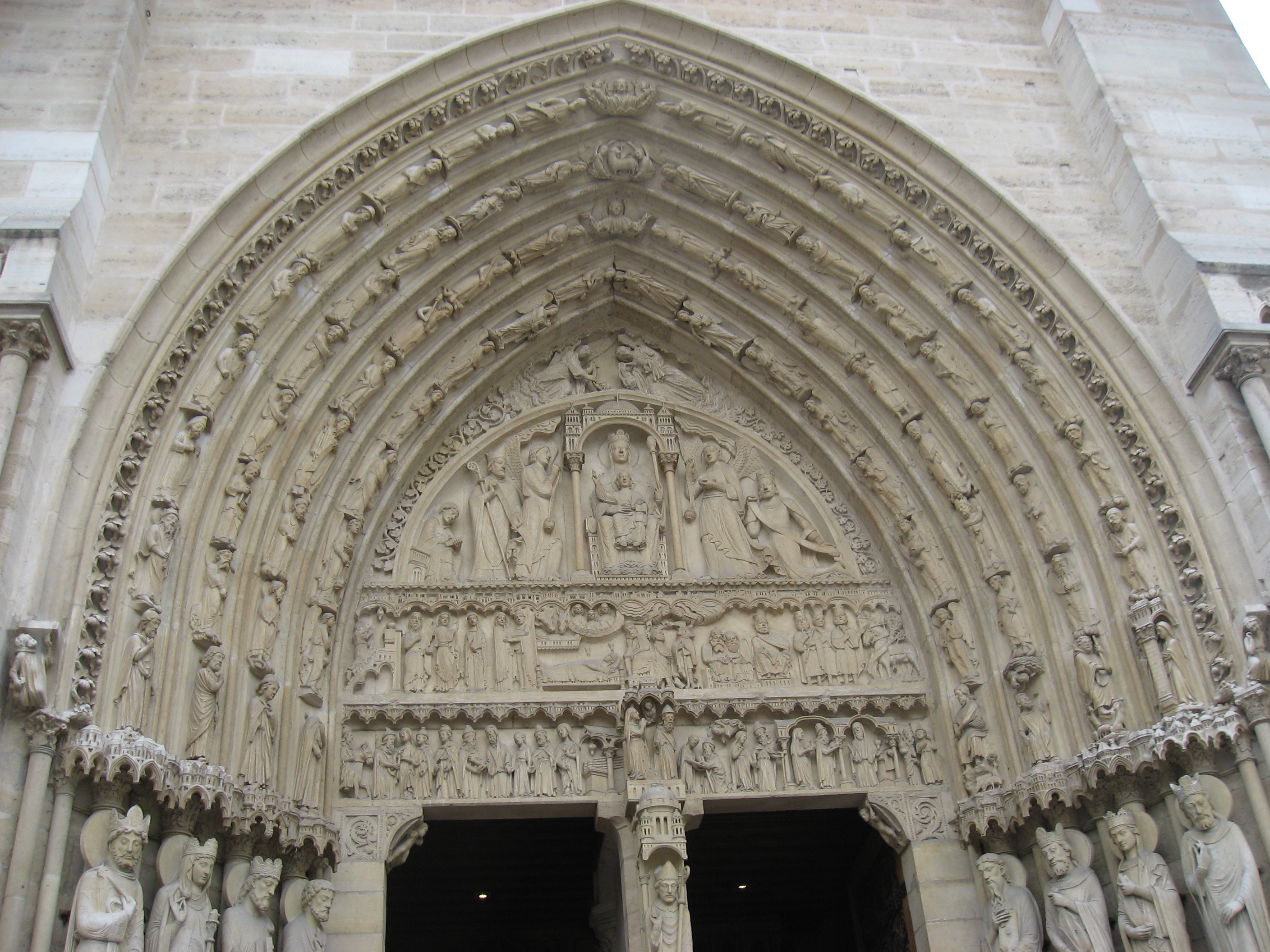
سردرب ورودی کلیسای نوتردام
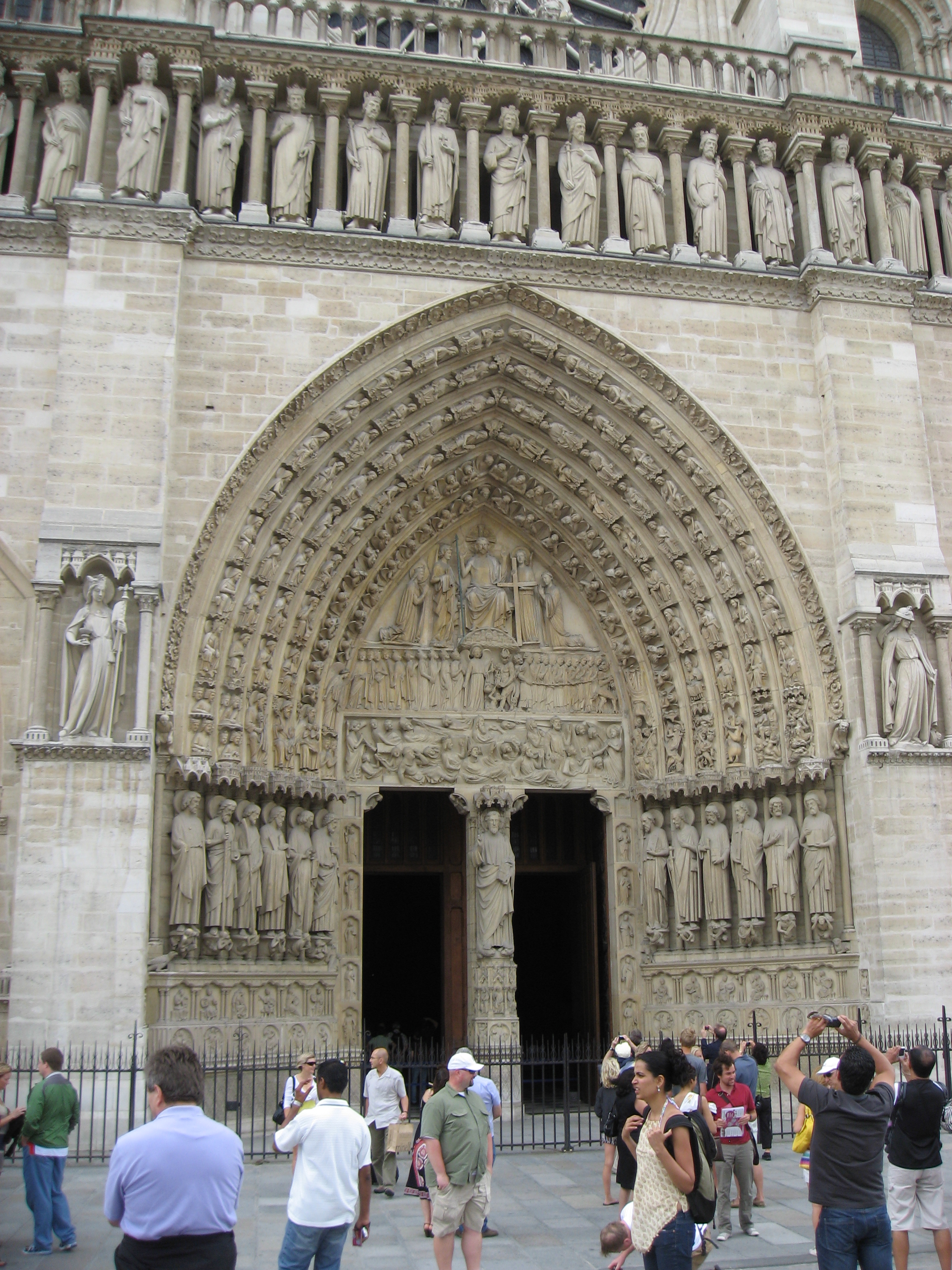
سردرب ورودی کلیسای نوتردام
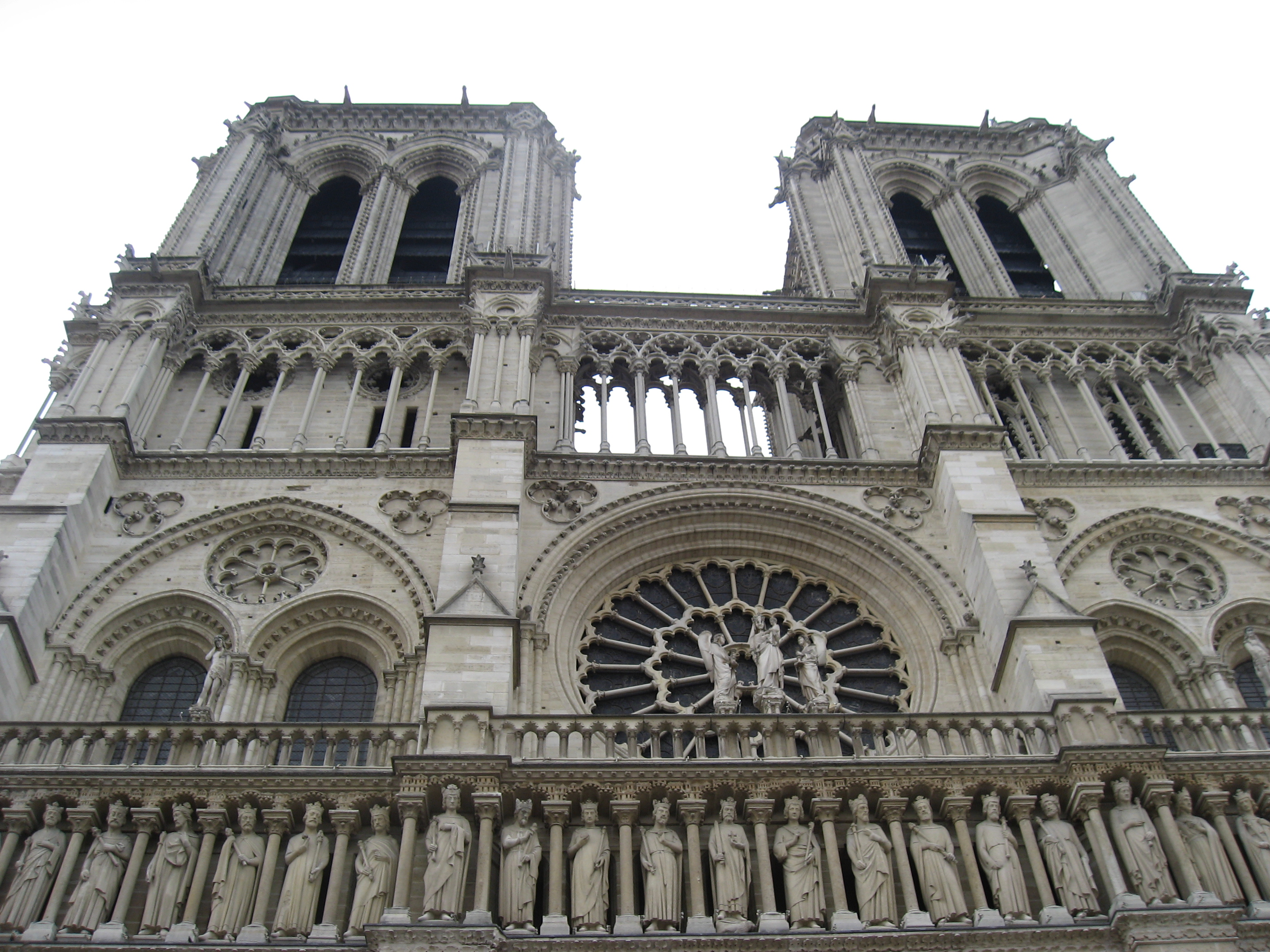
نمای اصلی کلیسای نوتردام
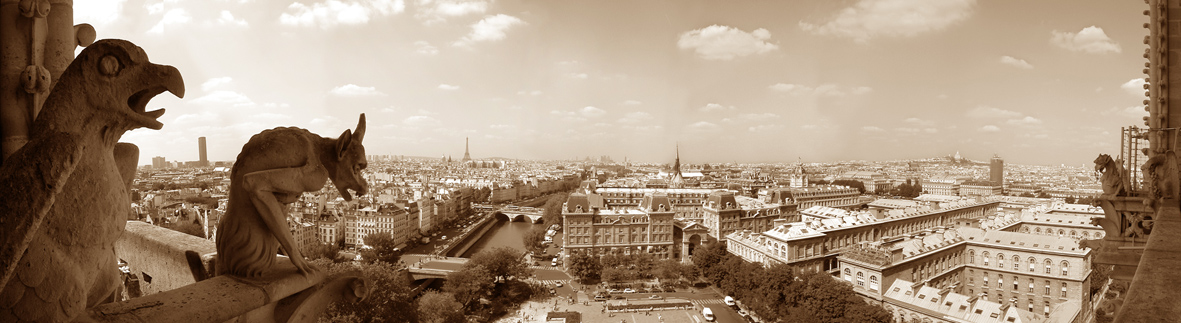
تصویری سراسرنما از مجسمه‌های عجیب کلیسا